# مورسهاوزن
مورسهاوزن (به آلمانی: Morshausen) یک شهر در آلمان است که در راین-هونسروک واقع شده‌است. مورسهاوزن ۳۷۷ نفر جمعیت دارد.